# Coffee & TV
Singles de Blur
Tender
(1997) No Distance Left To Run
(1999)
Coffee and TV est une chanson du groupe britannique de rock alternatif Blur. Elle est chantée par Graham Coxon, qui a écrit les paroles. La musique est créditée quant à elle à Damon Albarn, qui chante également le refrain. La chanson apparaît sur le sixième album du groupe, 13, et est d'ailleurs le deuxième single extrait de ce même album en 1999. Malgré sa 11e position dans les charts anglaises tranchant avec le succès des précédents singles, la chanson est devenue l'un des hits radio les plus populaires de Blur, et est ainsi présente sur le best of du groupe. Son style musical se distingue du reste de 13, étant plutôt représentative des années britpop du groupe (1990-1997) que du reste de l'album qui finalise le tournant musical pris par le groupe vers le rock alternatif deux ans plus tôt avec leur album éponyme Blur.

## Clip Vidéo
Le clip vidéo de Coffee and TV a largement contribué à sa popularité, et est considéré comme l'un des meilleurs du groupe. La vidéo a été réalisée par le duo de réalisateurs-producteurs Hammer & Tongs (en). Le clip est centré sur l'histoire d'une boîte de lait en carton anthropomorphe. Comme aux États-Unis, la boîte de lait a un avis de recherche imprimé sur elle. Cet avis concerne le guitariste du groupe Graham Coxon.
Le clip commence par des images de la famille de Graham, accablé de chagrin à cause de la disparition de ce dernier. La boîte de lait, émue, décide de partir à la recherche de Graham. Ainsi commence un long périple pour la boîte en carton, qui va traverser de multiples dangers (routes, pieds des passants, ordures qui tombent, chien...). En chemin, il tombe amoureux d'une boîte lait à la fraise d'apparence féminine qui malheureusement sera brutalement écrasé quelque temps après. Après d'autres aventures, la boîte de lait retrouve enfin Graham, qui est en train de jouer avec le reste du groupe Coffee and TV. Appuyé à la fenêtre de la pièce où se tient Graham, la boîte de lait essaye d'attirer son attention, en vain, mais y parvient finalement lorsqu'elle bascule dans la pièce en ouvrant la fenêtre par inadvertance. Graham ramasse alors la boîte de lait, et, voyant l'avis de recherche imprimé sur la boîte, décide de rentrer chez lui. La boîte de lait poursuit alors son périple, satisfaite, et rentre dans un bus. Cependant, à la sortie du bus, Graham la boit. On peut alors voir que l'âme de la boîte de lait, une version translucide et ailée de cette dernière, monte au ciel tel un ange et retrouve la boîte de lait à la fraise dont il était tombé amoureux.
La vidéo a remporté plusieurs prix en 1999 et 2000 dont celui de meilleure vidéo aux NME Awards et aux MTV Video Music Awards. En 2005, elle a été classée 17e plus grande vidéo de pop-rock de tous les temps dans un sondage réalisé par Channel 4 au Royaume-Uni . En 2006, Stylus Magazine l'a classée 32e meilleur clip vidéo de tous les temps et tous genres confondus.

## Liste des titres
- CD 1

1. Coffee and TV
2. Trade Stylee (Alex's Bugman remix)
3. Metal Hip Slop (Graham's Bugman remix)

- CD 2

1. Coffee and TV
2. X-Offender (Damon / Control Freak's Bugman remix)
3. Coyote (Dave's Bugman remix)

- K7

1. Coffee and TV
2. X-Offender (Damon / Control Freak's Bugman remix)

- Vinyle 12"

1. Coffee and TV
2. Trade Stylee (Alex's Bugman remix)
3. Metal Hip Slop (Graham's Bugman remix)
4. X-Offender (Damon / Control Freak's Bugman remix)
5. Coyote (Dave's Bugman remix)

- CD single  &

1. Coffee and TV
2. Trade Stylee (Alex's Bugman remix)
3. Metal Hip Slop (Graham's Bugman remix)
4. Coyote (Dave's Bugman remix)
5. X-Offender (Damon / Control Freak's Bugman remix)

- CD single

1. Coffee and TV
2. Tender (Cornelius remix)
3. Bugman
4. Trade Stylee (Alex's Bugman remix)
5. Metal Hip Slop (Graham's Bugman remix)
6. Coyote (Dave's Bugman remix)
7. X-Offender (Damon / Control Freak's Bugman remix)